# Jaana Savolainen
Pour les articles homonymes, voir Savolainen.
Jaana Savolainen (née le 23 janvier 1964 à Lappeenranta) est une ancienne fondeuse finlandaise.

## Palmarès

### Jeux olympiques
- Jeux olympiques d'hiver de 1988 à Calgary  Canada:
  -  Médaille de bronze en relais 4 × 5 km

### Championnats du monde
- Championnats du monde de 1989 à Lahti  Finlande:
  -  Médaille d'or en relais 4 × 5 km

### Coupe du monde
- Meilleur classement général : 8e en 1986.
- 4 podiums individuels : 2 victoires, 1 deuxième place et 1 troisième place.

#### Victoires
| #  | Date            | Lieu           | Discipline |
| -- | --------------- | -------------- | ---------- |
| 1. | 15 mars 1986    | Oslo           | 10 km TL   |
| 2. | 9 décembre 1989 | Soldier Hollow | 5 km TC    |